# ビスマルク諸島

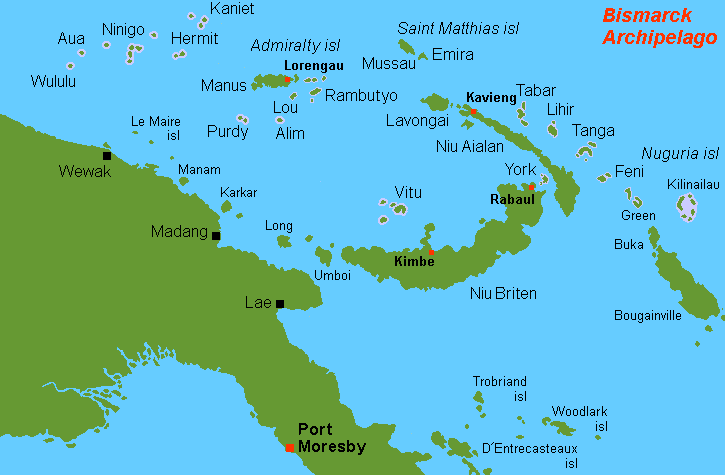
ビスマルク諸島

ビスマルク諸島（ビスマルクしょとう、ドイツ語: Bismarck-Archipel）は、太平洋、ニューギニア島沖にあるパプアニューギニア領の諸島。名前はドイツの宰相オットー・フォン・ビスマルクにちなむ。多くは火山島である。

## 地理

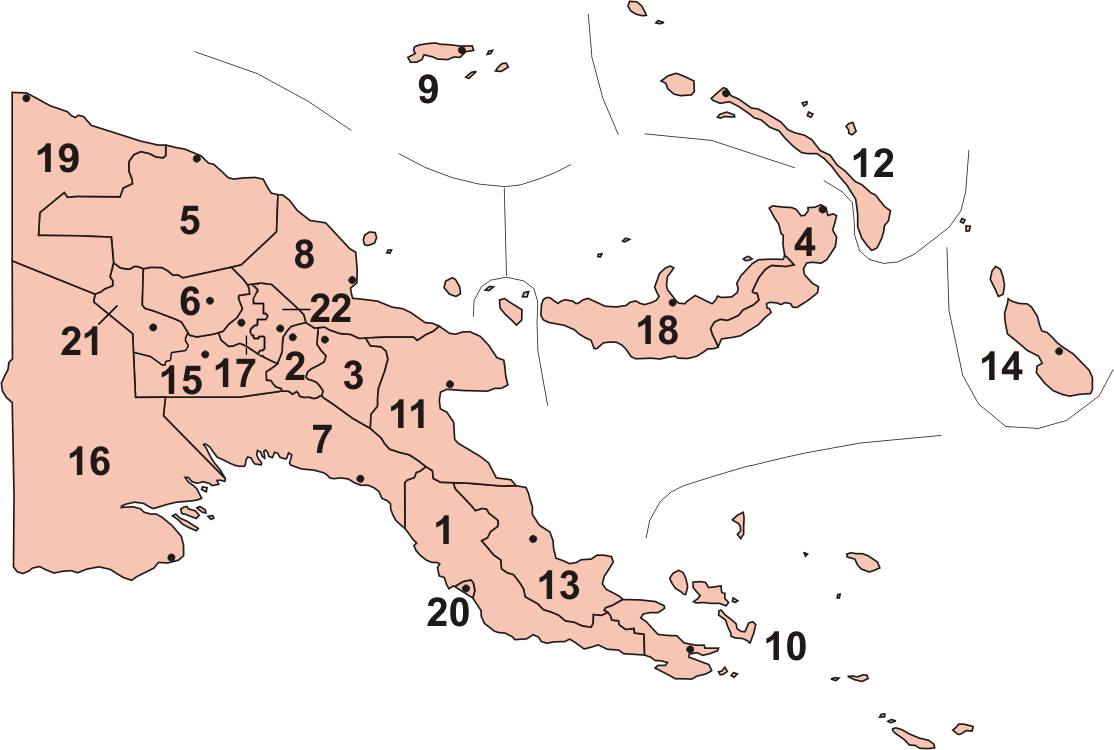
パプアニューギニアの地方行政区画
（ビスマルク諸島は主に 9、12、4、18）

ビスマルク諸島はビスマルク海を取り囲んでいる。主な島を州ごとに示すと以下のとおり。
- マヌス州（地図 9）
  - アドミラルティ諸島 (Admiralty Islands)
    - マヌス島
    - ロスネグロス島
    - バルアン島

  - ニニゴ諸島
- ニューアイルランド州（地図 12）
  - セント・マタイアス諸島（英語版）
    - ムサウ島 (Mussau Islands)
    - エミラウ島

  - ニューハノーヴァー島 (New Hanover Island)
  - ニューアイルランド島 (New Ireland) (ドイツ領時代はノイメクレンブルク島 Neumecklenburg)
- 東ニューブリテン州（地図 4）
  - ニューブリテン島 (New Britain) (ドイツ領時代はノイポンメルン島 Neupommern)
  - デューク・オブ・ヨーク諸島（英語版） (Duke of York Islands)
- 西ニューブリテン州（地図 18）
  - ニューブリテン島
  - Vitu諸島（英語版） (Vitu Islands)
- モロベ州（地図 11）
  - ウンボイ島

## 歴史

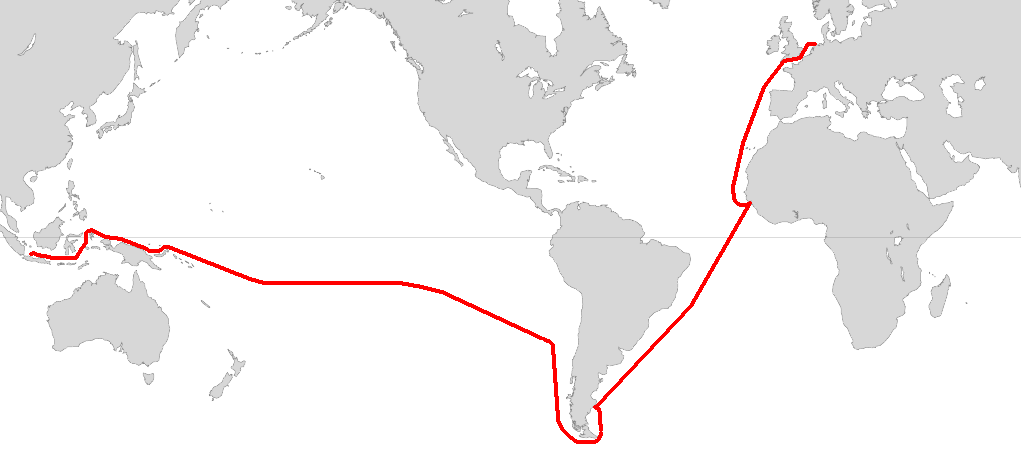
1615年から1616年にかけてスホーテンが航海したルート。史上初めてホーン岬まわりで太平洋を横断し、航海の最終盤にビスマルク諸島に至っている。

ビスマルク諸島に人類が定住を始めたのは、約3万〜4万年前である。ポリネシア、ミクロネシア東部、メラネシア島嶼部のオーストロネシア人の直接の祖先とされるラピタ人が到達し定住を始めた。
ヨーロッパ人で最初にこの諸島を発見したのはオランダ人航海者のウィレム・スホーテン 〈Willem Cornelisz Schouten〉で、1616年のことである。しかし、1884年にドイツ領になるまでヨーロッパ人は住んでいなかった。
1888年3月13日、リッター島で火山の噴火が発生した。この噴火により巨大な津波が引き起こされ、火山の大部分が崩壊して海に沈んだ。その結果、島には小さな火口湖が形成された。
第一次世界大戦が勃発すると、1914年にオーストラリア軍が占領した。その後オーストラリアの委任統治領となり、途中第二次世界大戦での日本軍が占領。
1945年の終戦を迎えるまでのビスマルク諸島全体の戦没者は陸軍19700人、海軍10800人。1946年2月から同年11月にかけて、陸海軍合わせて約90000人が日本本土へ復員した。
その後、1975年のパプアニューギニアの独立までオーストラリアの統治下にあった。
なお、第二次世界大戦中の1943年に日本国内で発行された国民学校初等科6年生向けの教科書「初等科国語 七」において、美しい島々に住む心優しき住民、ラバウルの大きな港などが紹介されている。

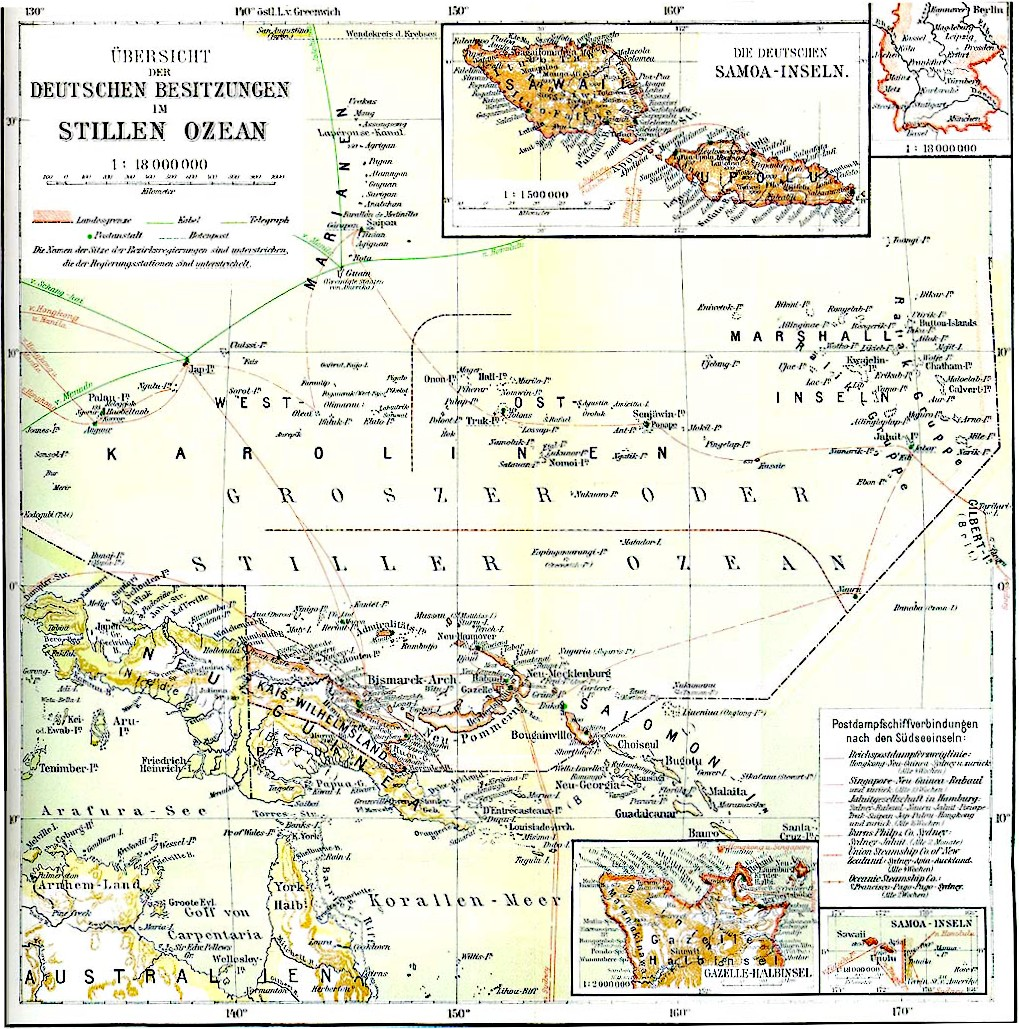
1920年にドイツで発行された Deutschen Koloniallexikon (ドイツ植民地事典) に収録されている地図 (1885 - 1918)
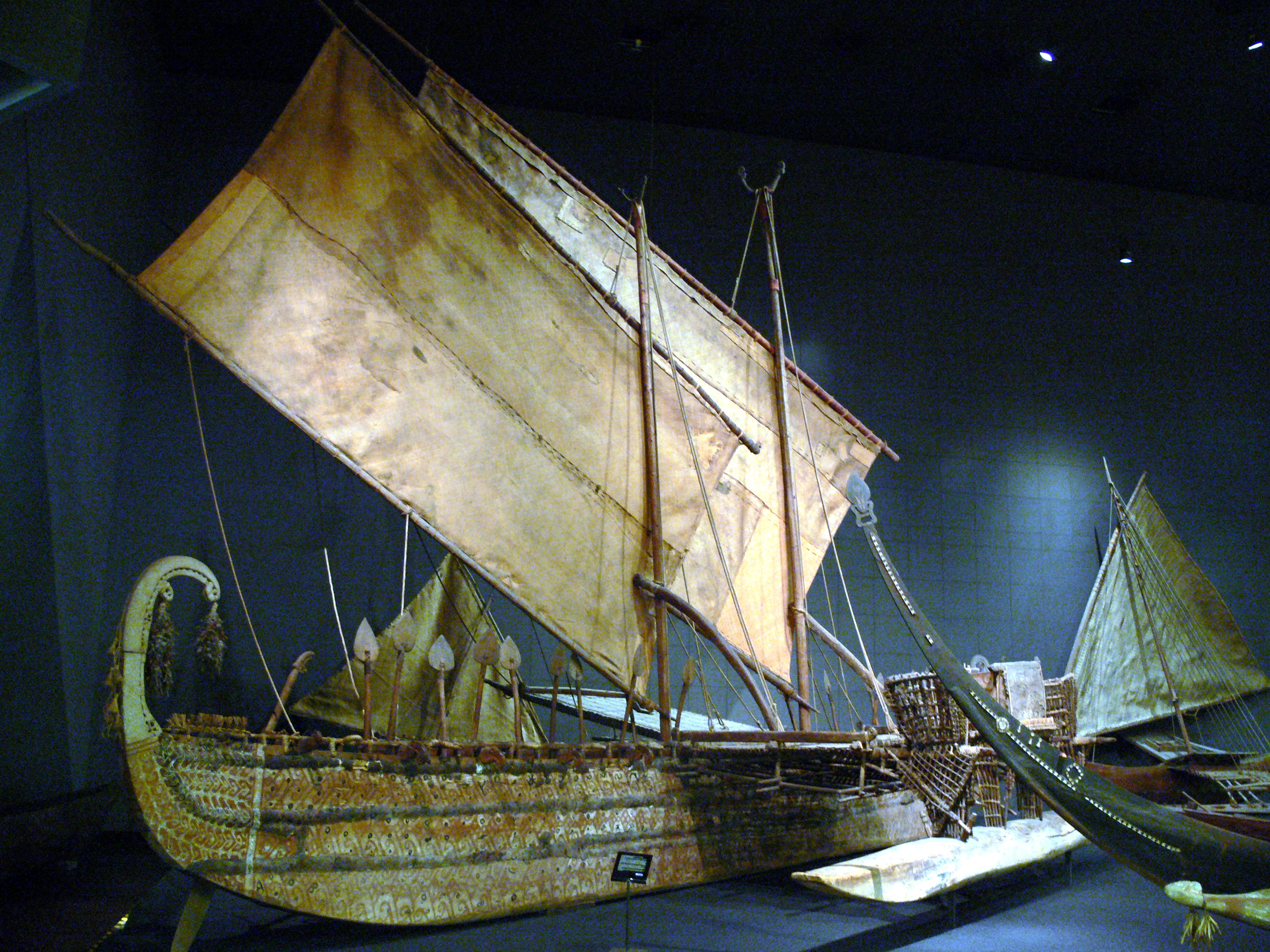
ビスマルク諸島のルフ (Luf) で使われていた船。ベルリン、民族博物館、1890年収蔵。
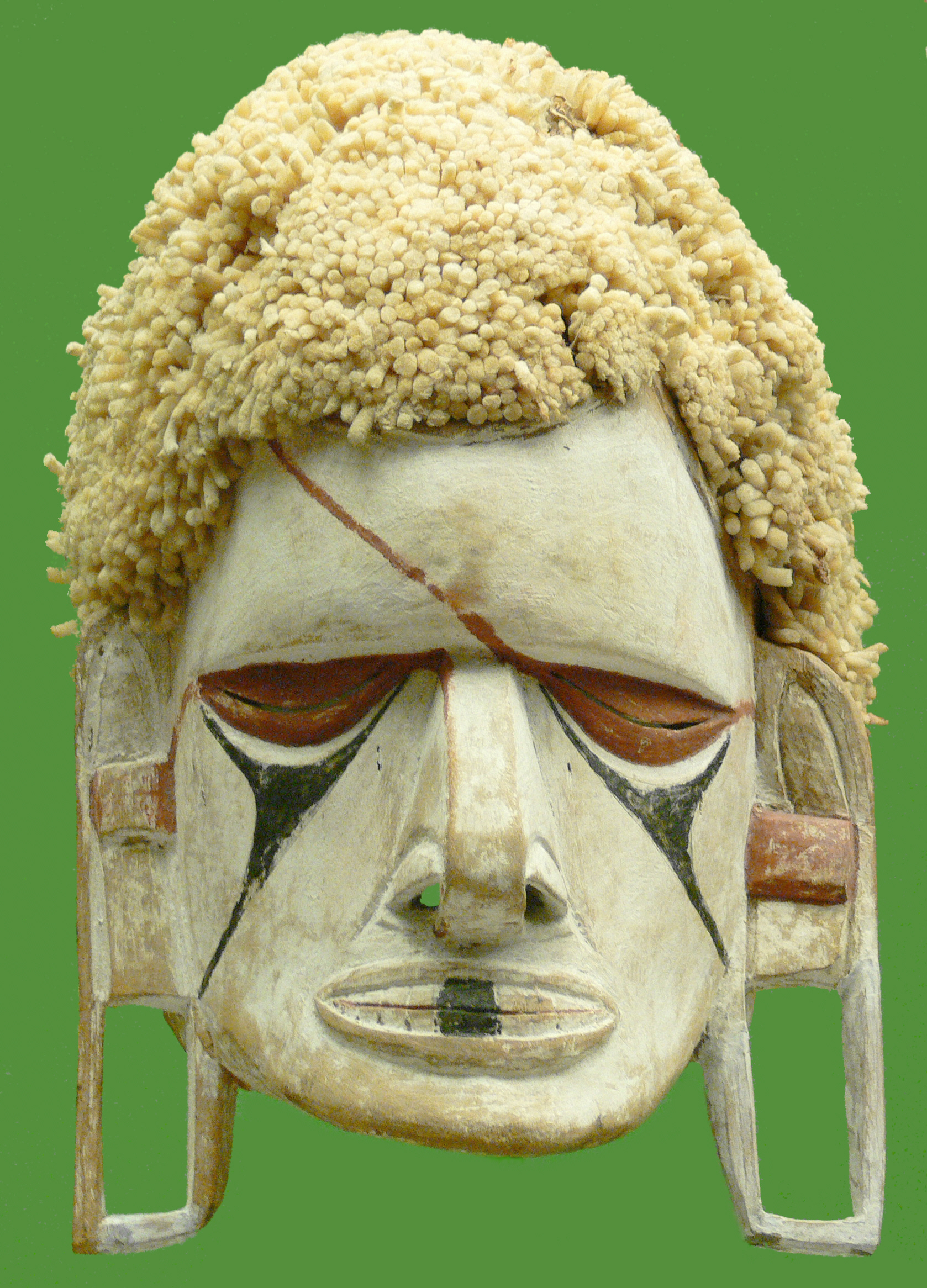
ニューアイルランド島北部の仮面。ベルリン、民族博物館、1876年収蔵。